# Red Bull Ghana
Il Red Bull Ghana è stata una società calcistica ghanese con sede a Sogakope.

## Storia
Il club è stato fondato nel 2008 dall'azienda di energy drink Red Bull. La squadra ha raggiunto il secondo campionato più alto in Ghana nel 2009.
Nell'agosto 2014 la Red Bull ha abolito l'accademia e il club si è fuso con la Feyenoord Academy creando la West African Football Academy.